# Minorista

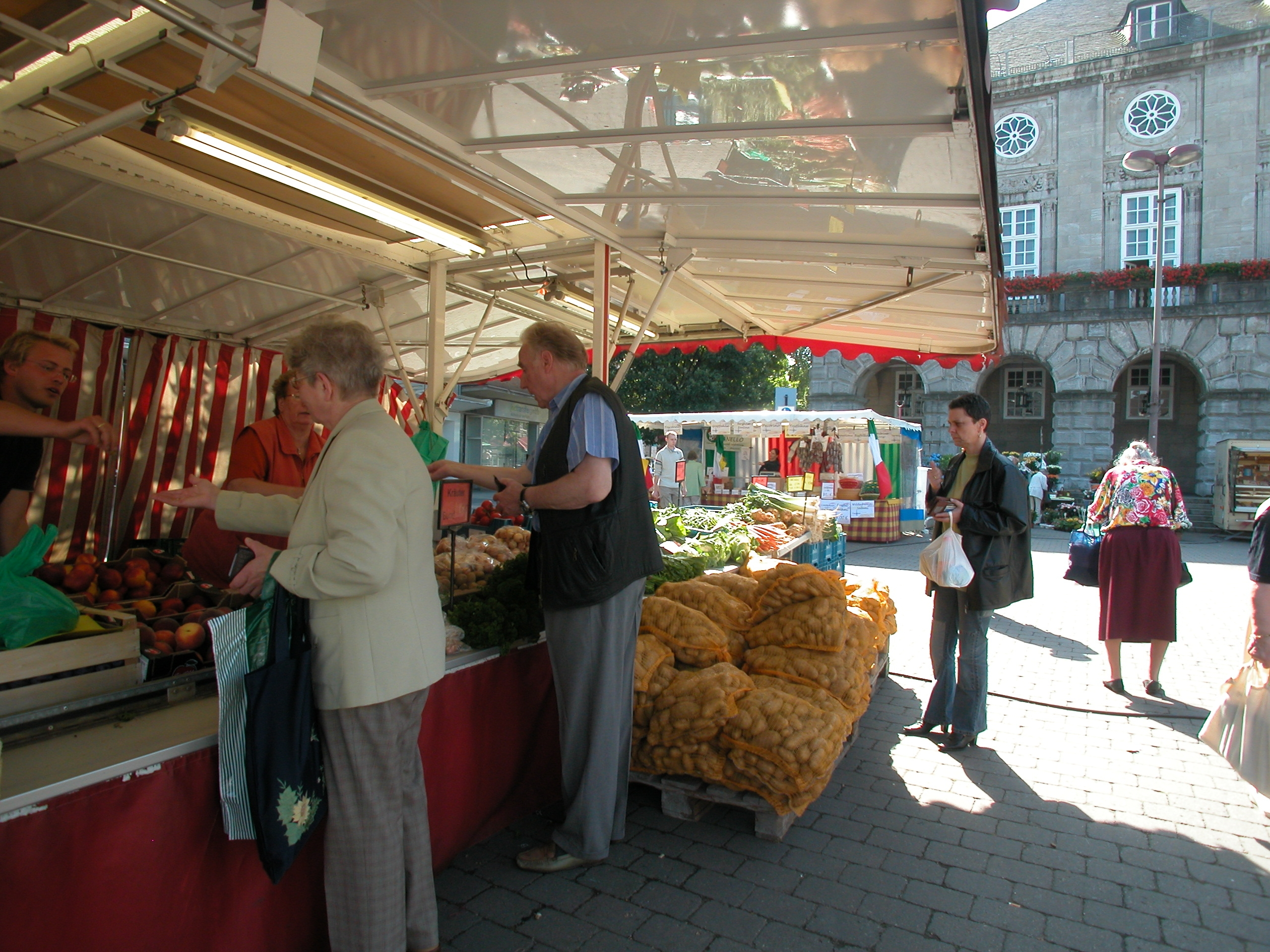
Mercado tradicional en los Países Bajos.

El distribuidor minorista, caracterizado por ser un negocio pequeño de origen familiar, se basa en la venta en menudeo o detallista, y es la empresa comercial o persona en régimen de autónomo que vende productos al consumidor final. Son el último eslabón del canal de distribución, el que está en contacto con el mercado.
Las ventas minoristas pueden alterar, frenando o potenciando, las acciones de mercadotecnia y micro-mercadotecnia de los fabricantes y mayoristas. Son capaces de influir en las ventas y resultados finales de los artículos que comercializan.

## Comercio minorista
El comercio minorista compra productos en pequeñas cantidades a fabricantes o importadores, bien directamente o bien a través de un mayorista. Sin embargo, vende unidades individuales o pequeñas cantidades al público en general, normalmente, en un espacio físico llamado tienda. También se les llama detallistas. Los minoristas se encuentran al final de la cadena de suministro. Los responsables de marketing comprenden el comercio minorista dentro de su estrategia global de distribución.
Las tiendas pueden estar en zonas residenciales, zonas comerciales o también integradas en centros comerciales.

### Dependiente de comercio

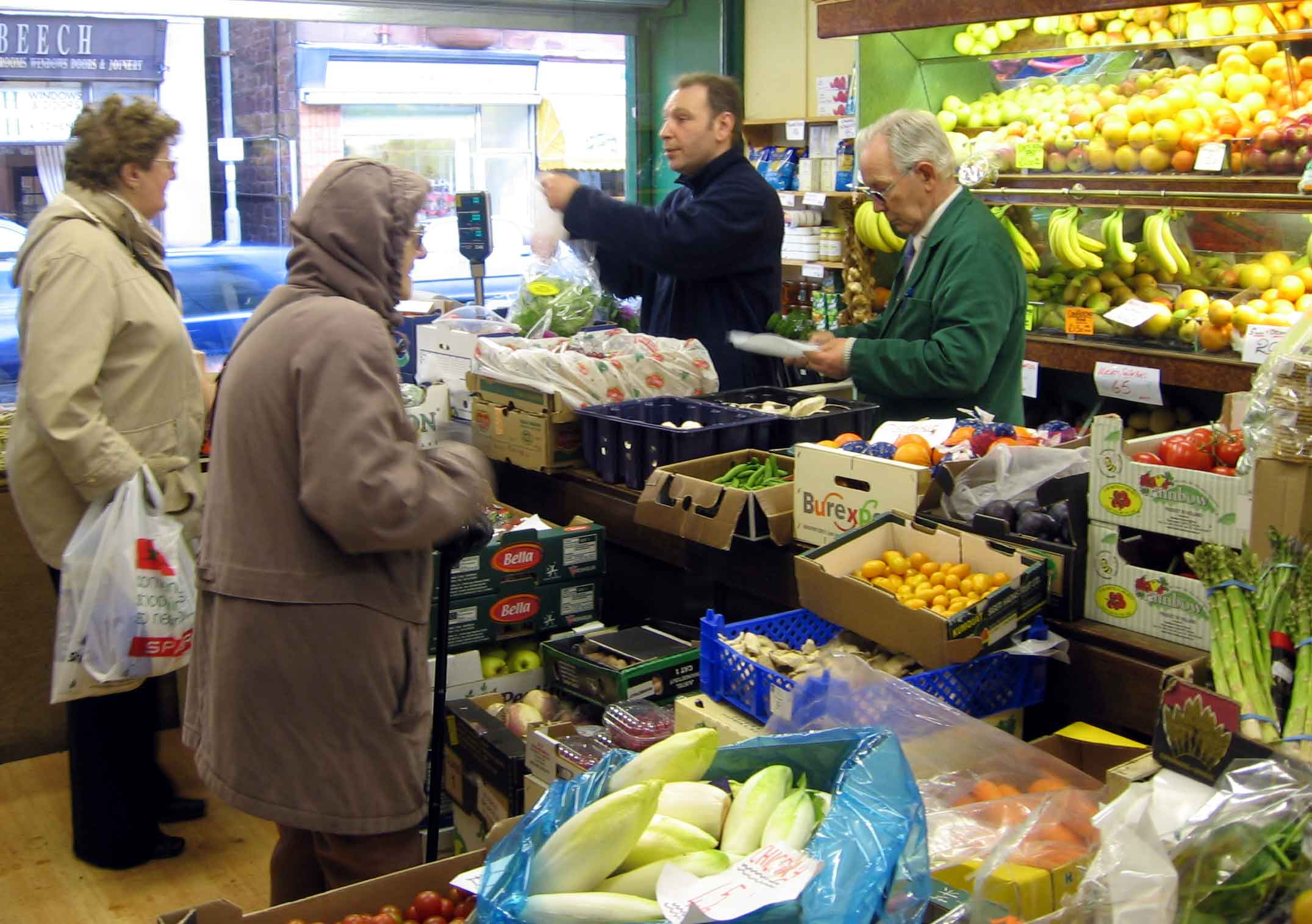
Dependientes en una frutería.

Se denomina dependiente o dependiente de comercio a la persona que tiene por profesión la atención a los clientes y venta de productos en las tiendas. La figura del dependiente está relacionada con el pequeño comercio y con aquellas grandes superficies, como los grandes almacenes, que adoptan una configuración comercial al estilo tradicional. Sin embargo, su presencia ha disminuido notablemente en la mayoría de áreas comerciales de libre servicio como supermercados, hipermercados o grandes superficies especializadas. En estos casos, solo permanecen en secciones específicas como pescadería o carnicería. En el resto, si existen, sus funciones se han visto restringidas al mero asesoramiento del cliente y al cobro del producto cuando este lo ha seleccionado.
El dependiente debe conocer unas técnicas mínimas de venta para gestionar adecuadamente las quejas del cliente y saber argumentar sobre los beneficios del producto. Asimismo, debe estar preparado para recibir objeciones, reclamaciones y devoluciones de producto por parte del comprador. El dependiente debe conocer las formas básicas de pago y el funcionamiento de los terminales de cobro. Según el tipo de establecimiento o comercio, el dependiente se encarga de diferentes funciones, como por ejemplo:

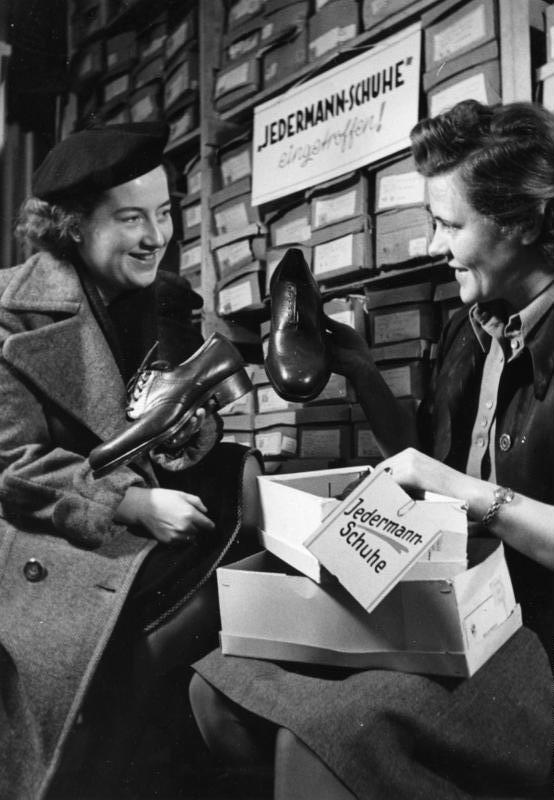
Dependiente de zapatería.

- Dependiente de zapatería.En una tienda de moda, asesora al cliente sobre el tipo de prenda más adecuada a sus características, al estilo deseado y a su tallaje.[2]

- En una librería, aconseja al cliente sobre los títulos disponibles y sus respectivos autores.[3]

- En una tienda de cosmética, realiza demostraciones físicas sobre las aplicaciones de los productos disponibles.[4]

- En una ferretería, aconseja al cliente sobre los utensilios más adecuados para la obra que quiere realizar.[5]

- En una tienda de animales, asesora sobre los cuidados y la alimentación de cada una de las mascotas.[6]

## Definición de minorista
La Legislación Mexicana en la Ley Orgánica de Hacienda Pública Estatal en el artículo 38, define al minorista como: 

... aquel que está ubicado en la penúltima fase de la cadena de comercialización, que transfiere bienes o preste servicios a consumidores finales ubicados en la última fase de dicha cadena, sean éstos contribuyentes ordinarios o no del impuesto tipo al valor agregado. Las transferencias sólo se referirán a productos terminados y no a materias primas o insumo para su elaboración.

## Comercio minorista según su forma de venta
El comercio minorista o detallista se puede clasificar en: tradicional, de libre servicio, mixto y de venta sin establecimiento comercial.

### Comercio tradicional
Se caracteriza por tres elementos: mostrador, vendedor y almacén. Entre el comprador y la mercancía que se desea adquirir existe un mostrador; así, la mercancía no está al alcance del comprador. Hay un vendedor que muestra los productos, los pone a disposición del comprador y explica (vende o argumenta) las características o puntos fuertes de la mercancía. El comprador conoce el artículo a través del vendedor. Además, existe un almacén, separado del espacio dedicado a la venta, donde se guarda y oculta la mercancía; el comprador no sabe si un determinado artículo está disponible o agotado. Son las pequeñas tiendas, carnicerías, charcuterías, estancos, farmacias, fruterías, mercerías, papelerías, quioscos, zapaterías, etc

### Comercio de libre servicio
Se basa en proporcionar al consumidor libertad para moverse por el espacio de la tienda para confeccionar su propia “cesta de la compra”, eligiendo entre una amplia gama o surtido de productos perfectamente empaquetados, etiquetados e identificados. Los establecimientos que adoptan esta forma de venta permiten que el cliente entre en contacto directo con la mercancía; es decir, sin la intervención del vendedor. Así, los procedimientos y métodos de venta del comercio tradicional resultan poco adecuados y aparece la necesidad de nuevas técnicas de venta que se adapten y permitan el desarrollo de esta innovación, surge el merchandising. En este apartado, estarían incluidos hipermercados, supermercados, autoservicios, etc. También englobaría otros establecimientos como tiendas de todo a 100, tiendas descuento o tiendas de conveniencia.

### Comercio mixto
Es el establecimiento que, además de disponer de una sala de ventas como una superficie de libre servicio, en que el comprador tiene acceso a las mercancías sin ningún tipo de barrera, cuenta con vendedores que asesoran o prestan sus conocimientos y profesionalidad para la elección y adquisición de los artículos adecuados. Este apartado incluye algunas tiendas especializadas, como las librerías; los grandes almacenes o tiendas por departamentos, llamadas también grandes superficies; las grandes superficies especializadas, llamadas también Category killer y los outlet.

### Venta sin establecimiento comercial
Puede ser de varios tipos:

#### Venta automática o «vending»
Es un dispensador o máquina expendedora, donde el comprador selecciona un artículo, introduce el precio y lo recibe.

#### Venta ambulante

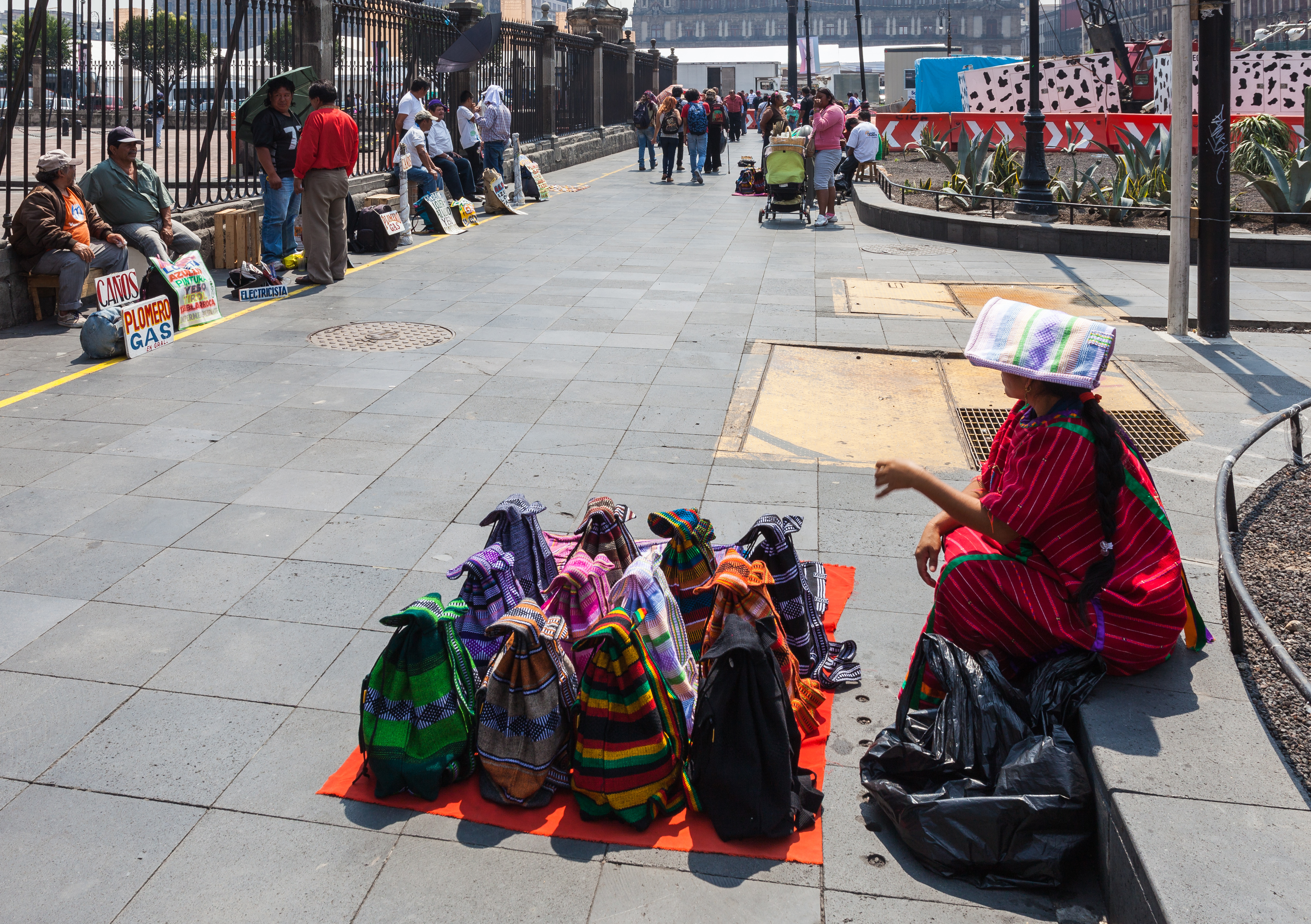
Venta ambulante en Ciudad de México.

Se realiza en rastros, mercadillos y tianguis, es muy similar a un comercio tradicional. También puede ser una venta a domicilio o en una pequeña reunión de amigos o vecinos.

#### Venta a distancia
Emplea diversos medios de comunicación directa para conseguir ventas de productos de todo tipo, tanto bienes como servicios. Algunos tipos de venta a distancia son: venta por correo, venta por catálogo, venta por teléfono (telemarketing), venta por televisión (televenta), venta por ordenador o comercio electrónico.

## Comercio minorista según su agregación
Según su organización jurídica y financiera (que afecta al sistema de compras) puede clasificarse en: comercio independiente, comercio asociado o comercio integrado, gran distribución, franquicias y cooperativas.

### Comercio independiente o pequeño comercio
Se trata de la tradicional tienda de barrio caracterizada por sus pequeñas dimensiones y por su sistema de venta a través de mostrador. Suele dedicarse a un solo sector: tintorería, textil, calzado, mercería, etc. Funciona de forma autónoma, independiente de otros comercios de su gremio o de su zona.

### Comercio asociado o comercio integrado
En el sistema de distribución encontramos fórmulas que facilitan la realización de todas las funciones propias de la comercialización y que pretenden aportar valor al pequeño y mediano comercio. Son fórmulas de asociación contractual o sistemas horizontales de distribución, y las principales son: la cadena sucursalista, las cadenas franquiciadas y las centrales de compra. Existen, también, asociaciones de comercios independientes que pretenden atraer a los clientes a la zona con ofertas coordinadas o con otras acciones de animación (luces de Navidad, etc.). Son tiendas que se localizan en un mismo local, como los pequeños establecimientos de alimentación que se agrupan en mercados o galerías de alimentación; otro ejemplo son las galerías comerciales en edificios singulares. Los centros comerciales surgen del desarrollo de estas pequeñas asociaciones; en general, tienen un hipermercado o gran superficie y otros comercios más pequeños que completan la oferta al cliente potencial de la zona. Lo más destacable es que están orientados a un perfil de cliente determinado y que mantienen una imagen concreta.

### Gran distribución
Grandes empresas que actúan al mismo tiempo como mayoristas y minoristas, porque compran directamente a fabricantes o productores y venden al consumidor. Generalmente, son grupos multinacionales. La gran distribución ha desarrollado los hipermercados y grandes superficies, junto con las llamadas marcas blancas o marcas del distribuidor.

### Franquicia
Tiendas que forman parte de una cadena. Se trata de tiendas que, con el mismo nombre e imagen, venden productos similares en diferentes ubicaciones dentro de una misma localidad o en diferentes localidades. Las tiendas pueden pertenecer a un mismo propietario o puede ser una franquicia del propietario que ha firmado un contrato con el franquiciado que la gestiona.

### Cooperativa de consumo
También conocido como Economato en el pasado.
La franquicia es la práctica de utilizar el modelo de negocios de otra persona. La franquicia es una palabra de derivación anglo-francesa - de Franc- se utiliza tanto como un sustantivo o como verbo (transitivo). El diccionario de la Real Academia Española (vigésima segunda edición) lo define en su acepción segunda como una "concesión de derechos de explotación de un producto, actividad o nombre comercial, otorgada por una empresa a una o varias personas en una zona determinada."

## Fijación de precios
La técnica de fijación de precios utilizada por la mayoría de los detallistas es la que toma como base el coste y le carga un porcentaje. Otra técnica habitual es la lista de precios aconsejada por el fabricante. Se trata simplemente de poner el precio que sugiere el fabricante y que muchas veces va impreso en el propio producto. 
En los países occidentales, se suelen poner precios psicológicos, por ejemplo, una cantidad algo inferior a un número completo (5,95) o a la cantidad que representa un billete (9,95). En las sociedades chinas, los precios se fijan generalmente por medio de un número redondo o bien un número de la suerte.
A menudo, los precios son fijados y expuestos en carteles o etiquetas. En otras ocasiones, puede practicarse discriminación de precios por parte del detallista por una gran variedad de razones. En tal caso, se aplican mayores precios a unos clientes que a otros. El detallista puede llegar a esta conclusión a la vista del mayor deseo de compra del cliente o de su desconocimiento del valor de la mercancía. Este tipo de venta es muy habitual de establecimientos tipo anticuarios o mercadillos.

## Historia

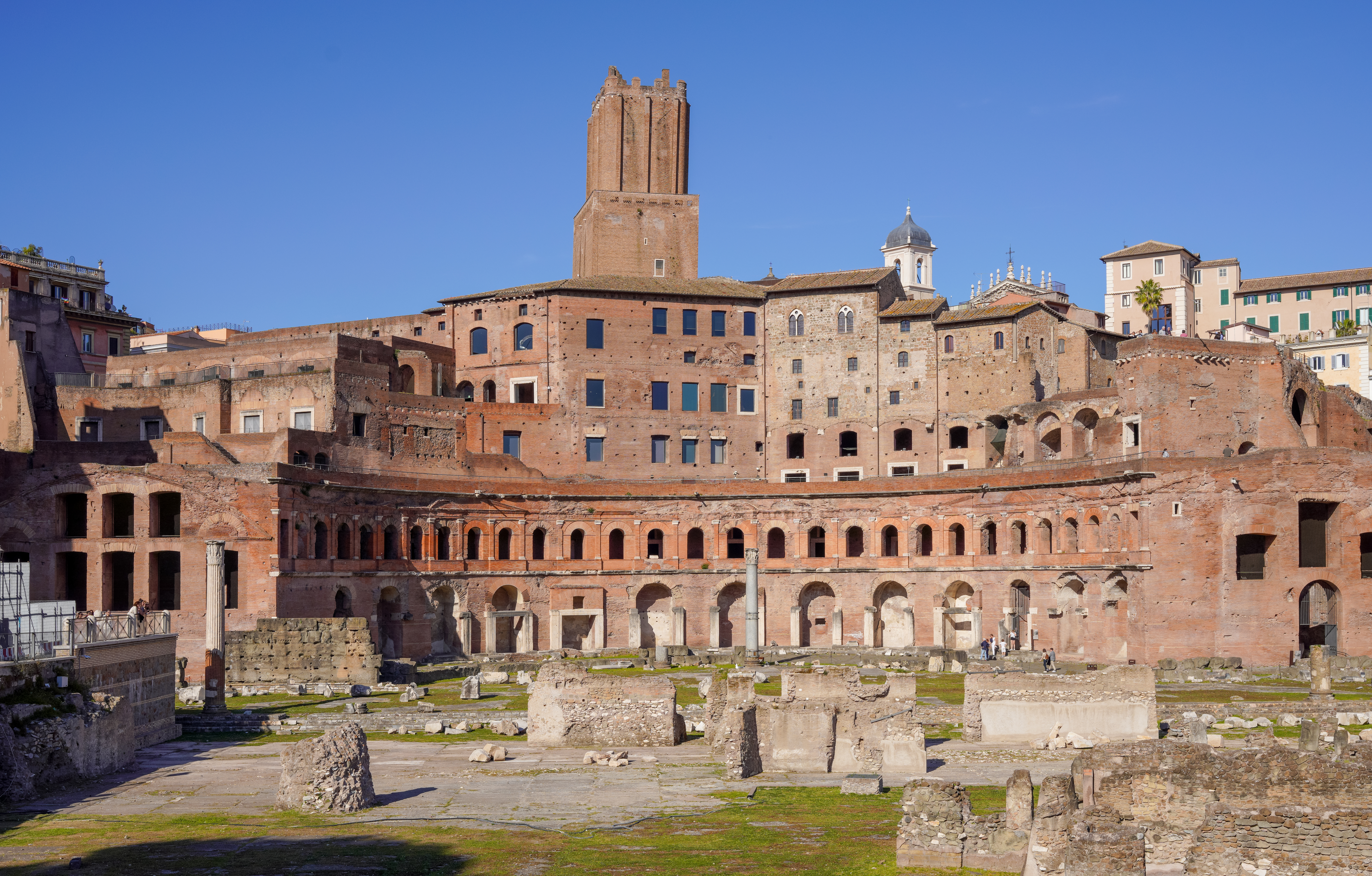
Mercado en el Foro de Trajano, el primer ejemplo conocido de escaparates minoristas permanentes.

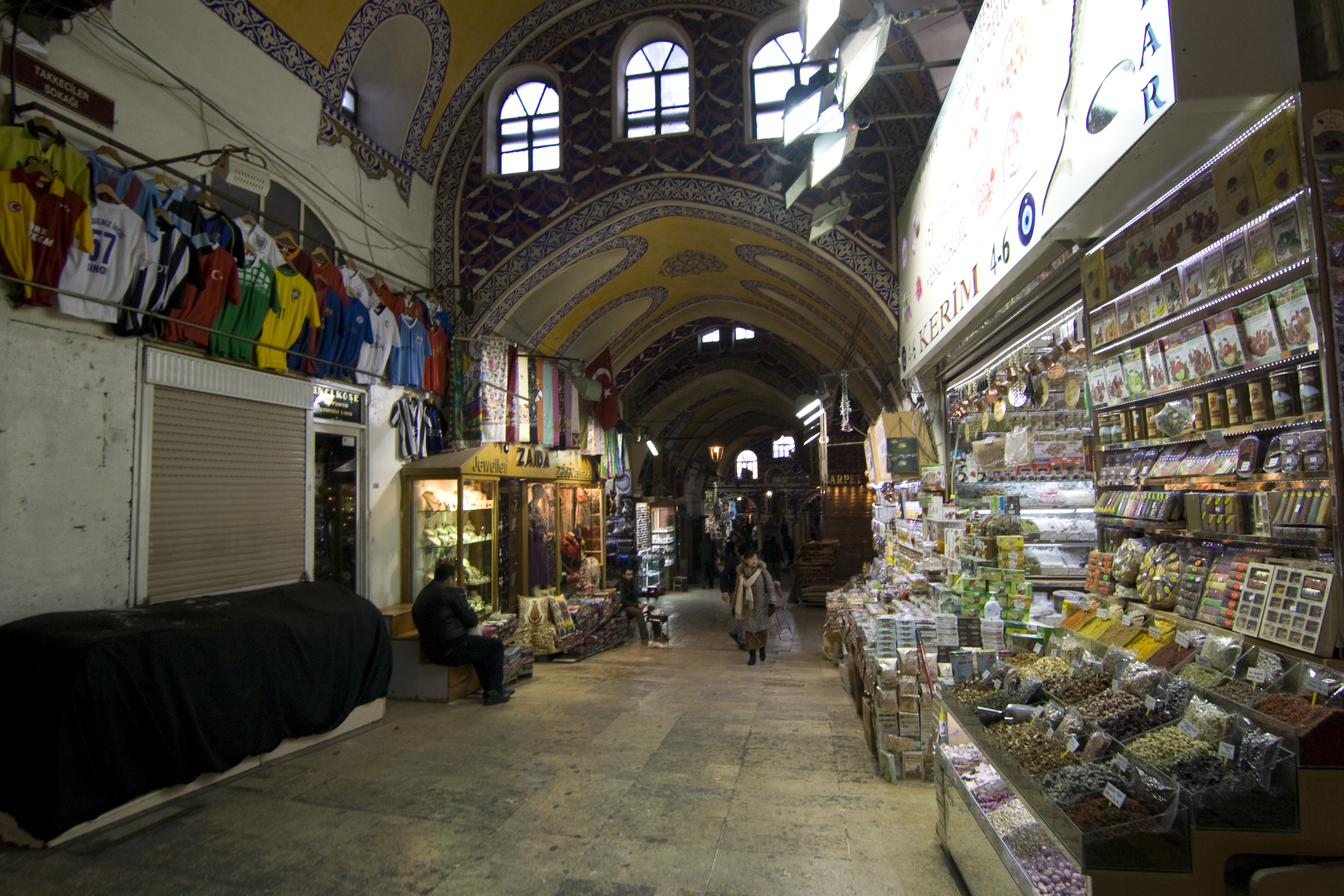
Gran Bazar, Estambul (interior). Fundado en 1455, se cree que es el mercado cubierto en funcionamiento continuo más antiguo.

Los mercados minoristas existen desde la antigüedad. La evidencia arqueológica de comercio, que probablemente involucra sistemas de trueque, se remonta a más de 10.000 años. A medida que las civilizaciones crecieron, el trueque fue reemplazado por el comercio minorista de acuñación de monedas. Se cree que la compra y la venta surgieron en Asia Menor (la actual Turquía) alrededor del séptimo milenio a. C.. En la antigua Grecia, los mercados funcionaban dentro del ágora, un espacio abierto donde, los días de mercado, los productos se exhibían en esteras o puestos temporales. En la antigua Roma, el comercio se realizaba en el foro Podría decirse que el foro romano fue el primer ejemplo de escaparate permanente de tiendas minoristas. Investigaciones recientes sugieren que China exhibió una rica historia de primeros sistemas minoristas. Desde tan pronto como el año 200 a. C., envases y marcas chinos se utilizaban para señalar familias, nombres de lugares y la calidad del producto, y el uso de marcas de productos impuestas por el gobierno se utilizó entre el 600 y el 900 d. C.. Eckhart y Bengtsson han argumentado que durante la dinastía Song (960-1127), la sociedad china desarrolló una cultura consumista, donde un alto nivel de consumo era alcanzable para una amplia variedad de consumidores comunes y no sólo para la élite.
En la Inglaterra y Europa medievales se encontraban relativamente pocas tiendas permanentes; en cambio, los clientes entraban a los talleres de los comerciantes donde discutían las opciones de compra directamente con los comerciantes. En las ciudades más pobladas, en el siglo XIII comenzaron a surgir un pequeño número de tiendas. Fuera de las principales ciudades, la mayoría de las compras de consumibles se realizaban a través de mercados o ferias. Los mercados parecen haber surgido de forma independiente fuera de Europa. El Gran Bazar de Estambul se cita a menudo como el mercado en funcionamiento continuo más antiguo del mundo; su construcción comenzó en 1455. Los conquistadores españoles escribieron elogiosamente sobre los mercados en América. En el siglo XV, el mercado mexica (azteca) de Tlatelolco era el más grande de toda América.

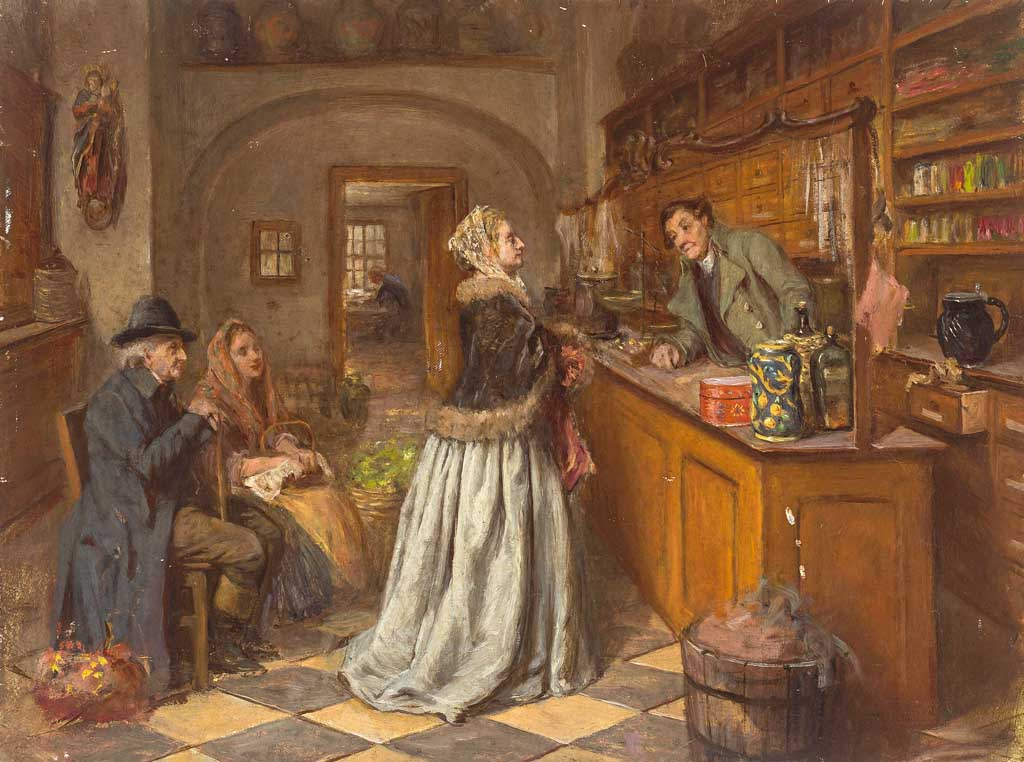
El mostrador de servicio minorista fue una innovación del.

En el siglo XVII, las tiendas permanentes con horarios comerciales más regulares comenzaron a suplantar a los mercados y ferias como principales puntos de venta minorista. Estaban activos comerciantes provinciales en casi todas las ciudades comerciales inglesas. A medida que crecía el número de tiendas, éstas sufrieron una transformación. Los adornos de una tienda moderna, que habían estado completamente ausentes en las tiendas del siglo XVI y principios del XVII, gradualmente dieron paso a interiores y escaparates que son más familiares para los compradores modernos. Antes del siglo XVIII, la tienda minorista típica no tenía mostradores, vitrinas, sillas, espejos, probadores, etc. Sin embargo, la oportunidad para el cliente de explorar la mercancía, tocar y sentir los productos comenzó a estar disponible, con innovaciones minoristas de finales del siglo XVII y principios del XVIII.

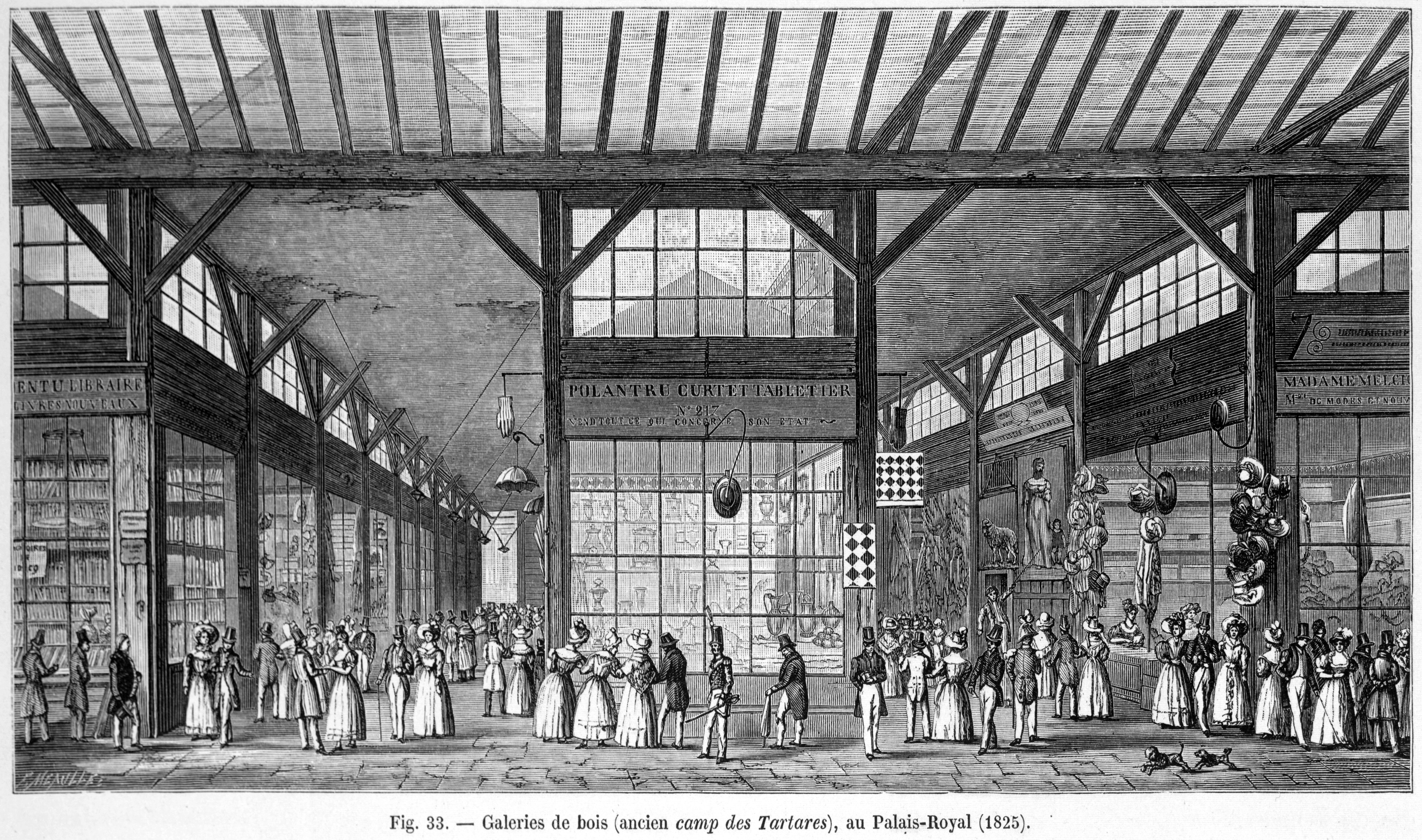
Galeries de bois en au Palais-Royal, una de las primeras galerías comerciales de Europa.

A finales del siglo XVIII, comenzaron a surgir grandes galerías comerciales en toda Europa y en las Antípodas. Una galería comercial se refiere a un espacio de múltiples vendedores que opera bajo un techo cubierto. Por lo general, el techo se construía de vidrio para permitir la entrada de luz natural y reducir la necesidad de velas o iluminación eléctrica. Algunos de los primeros ejemplos de galería comercial aparecieron en París, debido a su falta de acera para los peatones. Si bien las galerías eran territorio de la burguesía, surgió un nuevo tipo de empresa minorista para satisfacer las necesidades de los trabajadores pobres. John Stuart Mill escribió sobre el auge de las cooperativas de comercio minorista, del que fue testigo de primera mano a mediados del siglo XIX.

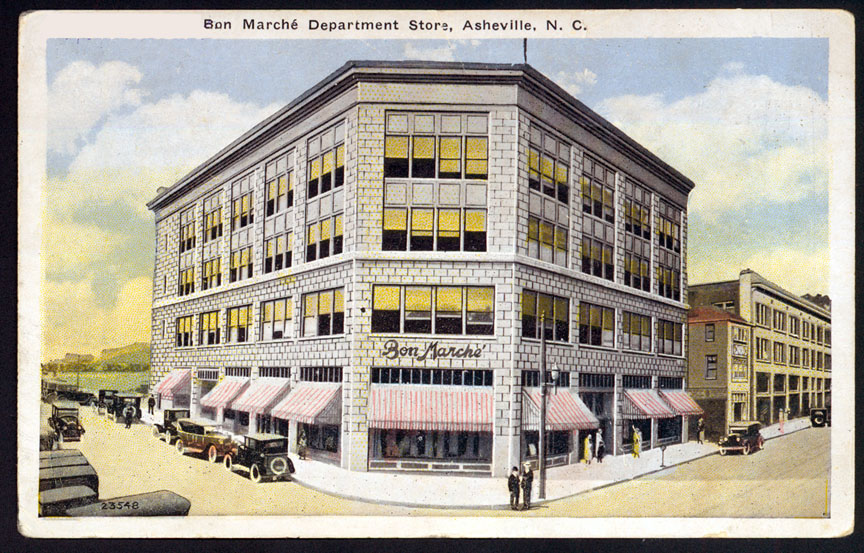
Los grandes almacenes, como Le Bon Marché de Francia, aparecieron a partir de mediados del.

La era moderna del comercio minorista se define como el período comprendido entre la revolución industrial y el siglo XXI. En las principales ciudades, los grandes almacenes surgieron entre mediados y finales del siglo XIX y remodelaron permanentemente los hábitos de compra y redefinieron los conceptos de servicio y lujo Muchos de los primeros grandes almacenes eran más que un simple emporio minorista; más bien eran lugares donde los compradores podían pasar su tiempo libre y entretenerse. El comercio minorista, mediante el pedido por correo, alcanzó la mayoría de edad a mediados del siglo XIX. Aunque las ventas por catálogo se utilizaban desde el siglo XV, este método de venta minorista se limitaba a unas pocas industrias, como la venta de libros y semillas. Sin embargo, las mejoras en el transporte y los servicios postales llevaron a varios empresarios de ambos lados del Atlántico a experimentar con las ventas por catálogo.
En el período de la posguerra, un arquitecto estadounidense, Victor Gruen desarrolló un concepto para un centro comercial; un complejo comercial planificado e independiente que cuenta con una plaza cubierta, estatuas, plantas, hilo musical y estacionamiento. La visión de Gruen era crear una atmósfera de compras donde las personas se sintieran tan cómodas que pasaran más tiempo en el entorno, mejorando así las oportunidades de compra. El primero de estos centros comerciales abrió en Northland Mall cerca de Detroit en 1954. A lo largo del siglo XX, se hizo discernible una tendencia hacia tiendas más grandes. El tamaño promedio de un supermercado estadounidense creció de 2880 metros cuadrados (31 000,1 ft²) en 1991 a 4090 metros cuadrados (44 024,4 ft²)  en 2000. A finales del siglo XX, las tiendas utilizaban etiquetas como "megatiendas" y "almacenes" para reflejar su tamaño creciente. La tendencia al alza del aumento del espacio comercial no es consistente entre naciones y condujo a principios del siglo XXI a una diferencia del doble superficie per cápita entre Estados Unidos y Europa.
A medida que el siglo XXI va tomando forma, algunos indicios sugieren que las grandes tiendas minoristas se han visto sometidas a una presión cada vez mayor por parte de modelos de ventas en línea y que las reducciones en el tamaño de las tiendas son evidentes. Bajo dicha competencia y otras cuestiones como la deuda empresarial , allí En los últimos años se ha producido una notable perturbación empresarial denominada apocalipsis minorista en la que varias empresas minoristas, especialmente en América del Norte, están reduciendo drásticamente su número de tiendas o cerrando por completo.